# Оптичне датування
Опти́чне датува́ння — фізичний метод датування, що базується на визначенні моменту часу, коли мінерал останнього разу знаходився на світлі. Використовується в геології та археології.
Інколи використовуються інші назви методу — оптично стимульоване люмінесцентне датування (ОСЛ-датування) і фотолюмінесцентне датування (ФЛ-датування).
Типовий діапазон визначення віку — від декількох сотень до 100 000 років. Спосіб надійний, коли використовуються відповідні методи з належним калібруванням. Вік поза межами цього діапазону також може бути визначений, але з меншою надійністю. Похибка визначення віку при оптимальних умовах складає близько 5%. Критичний момент в оптичному методі датування — чи було достатнім експонування денним світлом мінеральних гранул перед тим, як вони були засипані. Більшість еолових відкладів, типу дюн і льосу, а також деякі делювіальні відклади задовольняють цьому критерію.

## Історія
Оптичне датування було винайдено Девідом Хантлі і його колегами в 1984 році на фізичному факультеті Університету Саймона Фрейзера в Британській Колумбії (Канада). Незабаром метод став використовуватися лабораторією Мартіна Ейткена в Оксфорді (Англія), але протягом багатьох років застосовувався лише цими двома групами. Тепер у всьому світі існують численні лабораторії, які використовують оптичне датування, хоча більшість з них знаходиться в Європі.

## Фізичні основи
Всі мінерали містять слідові кількості радіоактивних елементів, включаючи уран, торій, рубідій і калій. Вони повільно розпадаються протягом великого проміжку часу, і їхнє іонізуюче випромінювання поглинається іншими елементами ґрунтових відкладів, зокрема, кварцом і польовим шпатом.
Радіаційні пошкодження, що виникають при цьому, зберігаються у вигляді дефектів кристалічної ґратки, які є акцепторними електронними пастками.
Якщо опромінити зразок синім, зеленим або інфрачервоним світлом, кристал буде люмінесціювати, оскільки збережена в дефектах енергія буде вивільнятися у вигляді світла. Інтенсивність люмінесценції змінюється в залежності від поглиненої дози радіації, накопиченої протягом часу, доки зразок знаходився у темряві. Радіаційні пошкодження накопичуються зі швидкістю, яка визначається кількістю радіоактивних елементів у зразку. Експозиція денним світлом скидає накопичену в дефектах ґратки енергію, і таким чином можна визначити час, протягом якого зразок знаходився в темряві.
Оптичне датування — один з декількох методів, в яких вік обчислюється як відношення повної поглиненої дози випромінювання до потужності поглиненої дози. Потужність поглиненої дози визначається за вмістом радіоактивних елементів (K, U, Th і Rb) у зразку і його оточенні і потужності дози від космічних променів. Потужність дози знаходиться як правило в діапазоні 0,5—5 грей/1000 років. Повна поглинена доза радіації визначається шляхом збудження світлом певних мінералів (як правило кварцу або польового шпату) і вимірювання випромінюваного в результаті світла. Фотони випромінюваного світла повинні мати вищі енергії, ніж збуджувальні фотони, щоб уникнути фону від звичайної фотолюмінесценції. Вік зразка, в якому мінеральні гранули були експоновані денним світлом протягом хоча б декількох секунд, скидається в нуль; при збудженні світлом він уже не буде випромінювати ніяких фотонів такого виду. Чим старіший зразок, тим більше світла він випромінює.

## Мінерали
Мінерали, для яких проводиться вимірювання — це найчастіше кварц або польовий шпат з гранулами розміру піщинок, або нерозділені гранули розміру пилинок. В обох варіантів є переваги і недоліки. Для кварцу звичайно використовується синє або зелене збуджувальне світло і вимірюється емісія в близькому ультрафіолеті. Для польового шпату або пилоподібних гранул як правило використовується збудження в ближньому інфрачервоному спектрі і вимірюється фіолетова емісія.